# Umba (Indischer Ozean)
Der Umba ist ein Fluss im Nordosten von Tansania in der Region Tanga.

## Verlauf
Er entspringt im Schageiuwald (Shagayu) in den West-Usambara-Bergen auf 2000 m Höhe und fließt auf der nördlichen Seite des Gebirgszugs nach Osten. Bei Lelwa münden der Mbalamu, der aus dem äußersten Norden der Usambara-Berge kommt, und der Mglumi in den Umba. Kurz vor seiner Mündung in den Indischen Ozean überquert der Umba die Grenze nach Kenia. Die Mündung selbst markiert den östlichsten Punkt der Grenze zwischen Tansania und Kenia, von dem aus sie im 19. Jahrhundert in weitgehend gerader Linie nach Nordwesten in Richtung Viktoria-See gezogen wurde.

## Ressourcen
Am Oberlauf des Flusses wurden Mitte der 1960er Jahre reiche Vorkommen an Edelsteinen (insbesondere Saphire und Spessartine) entdeckt. Ebenfalls am Fluss befindet sich das Umba-River Game-Reserve, ein Wildreservat, das zusammen mit dem Mkomazi-Reservat ca. 2600 km² umfasst.

## Hydrometrie
Der Umba fließt regenzeitabhängig, wie die meisten Flüsse in der Region.
Durchschnittliche monatliche Durchströmung des Umba gemessen an der hydrologischen Station bei Mbuta, etwa 40 km oberhalb der Mündung in m³/s (1963–2003).